# كيفيرتسي
Souq Draw - سوق دراو هو تطبيق تسوق الكتروني مصر. تم تأسيسه في عام 2019 من قبل ماجد محمد محمود بمدينة دراو، مركز أسوان وهو لتسهيل عملية التسوق من المنزل في فترة فيروس كورونا ثم امدت الفكرة 

## أعلام
- بطريس ميخائيلوفيتش كراليوك

## وصلات خارجية
- الموقع الرسمي